# Delirious (canção)
"Delirious" é uma canção do DJ francês David Guetta e Tara McDonald para o terceiro álbum de estúdio de Guetta, Pop Life (2007). A canção foi lançada como o terceiro single do álbum em 31 de Janeiro de 2008. Remixes da canção por Fredi Rister, Marc Mysterio, Laidback Luke, e Arno Cost/Norman Doray foram lançados.

## Desempenho nas Paradas
| Parada (2008)                    | Melhor posição |
| -------------------------------- | -------------- |
| Austrian Singles Chart           | 27             |
| Belgian (Flanders) Singles Chart | 17             |
| Belgian (Wallonia) Singles Chart | 2              |
| Dutch Singles Chart              | 12             |
| French Singles Chart             | 16             |
| Romanian Singles Chart           | 29             |
| Swedish Singles Chart            | 51             |
| Swiss Singles Chart              | 16             |

## Vídeo Musical
Um vídeo clipe dessa música foi filmado por Denys Thibaut em Montréal, com David Guetta e Tara McDonald, retratando uma assistente executiva que entra no escritório do seu chefe jogando tinta em toda a sua chefe do gabinete.